# K-148 Krasnodar
Krasnodar (rusko Краснодар) je bila jedrska podmornica z manevrirnimi raketami razreda Antej Ruske vojne mornarice. Poimenovana je bila po Krasnodaru. Njen gredelj je bil položen 22. julija 1982, splavljena je bila 3. marca 1985, v uporabo pa je bila predana 30. septembra 1986. Projekt je razvil konstruktorski biro Rubin, glavni konstruktor pa je bil Igor Leonidovič Baranov. Razvoj razreda Granit se je začel leta 1969, na njegovi osnovi pa je bil razvit izboljšan razred Antej. Izboljšave se nanašajo na manjšo hrupnost, izboljšano elektronsko opremo in sedemlistni propeler namesto štirilistnega. Bila je del 11. divizije podmornic Severne flote v Zaozjorsku.
Opravila je štiri odprave v Sredozemsko morje in Atlantski ocean v letih 1987 in 1989, leta 1990 pa se je pokvarila.
28. julija 1998 je bila upokojena, v letih 2012–2014 pa razrezana na ladjedelnici Nerpa.